# Avenida Aviación
La avenida Aviación es una de las principales avenidas de la ciudad de Lima, capital del Perú. Se extiende de norte a sur, luego de sureste a sur, y finalmente de sur a suroeste. Recorre los distritos de Lima, La Victoria, San Luis, San Borja, Surquillo y Santiago de Surco, a lo largo de 51 cuadras. El viaducto elevado de la línea 1 del Metro de Lima y Callao se yergue a lo largo de toda su berma central. Se caracteriza por ser la avenida donde recorren más de 20 rutas de transporte público. Asimismo, es la sexta avenida más congestionada de Lima.

## Recorrido e hitos urbanos

### Distrito de Lima
Se inicia en la avenida Miguel Grau en el distrito de Lima, justo en el Hospital Nacional Dos de Mayo. Asimismo, en este punto, la línea 1 del Metro de Lima y Callao se adentra en la avenida. La vía pasa por el mercado informal de Tacora, donde predomina el comercio ambulatorio en las calles y pasajes aledaños.

### Distrito de La Victoria
En la intersección con la avenida 28 de Julio, la avenida se adentra en el distrito de La Victoria. En este punto, la vía delimita al oeste con el Emporio Comercial de Gamarra, y al este con la zona de La Parada. Asimismo, posee una gran abundancia de comercio ambulatorio, especialmente del lado de Gamarra. En el cruce con la avenida Jaime Bausate y Meza, se ubica el Parque El Migrante José María Arguedas. Luego, en el cruce con el jirón Hipólito Unanue, se encuentra la estación Gamarra del Metro de Lima. Pasando la intersección con la avenida Isabel la Católica, se ubican tiendas de ventas de accesorios informáticos y smartphones. Después, se encuentra el centro comercial Gama Moda Plaza, donde se ubica un supermercado Metro, un gimnasio Smart Fit y una cadena de cines Cinemark. Pasando el cruce con la avenida México, culminan las zonas de Gamarra y La Parada, y a la vez la vía se vuelve menos concurrida. A partir de este punto hay tiendas de venta de partes y accesorios de vehículos y máquinas. Seguidamente, se encuentra la estación Arriola del Metro de Lima, ubicada antes de llegar a su intersección con la avenida Nicolás Arriola. 

### Distrito de La Victoria / Distrito de San Luis
A partir del cruce con la avenida Nicolás Arriola, la vía se torna más calmada y relativamente más segura al atravesar la zona residencial de Túpac Amaru, perteneciente a ambos distritos, en los dos extremos. Más adelante, la avenida pasa frente a la Villa Deportiva Nacional y a la sede de la Federación Peruana de Fútbol, ubicadas en el lado del distrito de San Luis. A partir de la intersección con la avenida Canadá, la vía retoma su carácter comercial y bullicioso; sin embargo, con una mejor gestión pública.

### Distrito de San Borja
A partir del cruce con la avenida Canadá, la vía se adentra en el distrito de San Borja. A diferencia de su distrito vecino, el nivel de gestión en este tramo es superior, ya que factores como el orden público y la seguridad ciudadana tienen mejor presencia. Asimismo, es a partir de este cruce, donde la avenida se encuentra mejor cuidada, con áreas verdes por debajo del viaducto elevado del tren del Metro de Lima. En este tramo, hay numerosas tiendas de venta de comida rápida, además del Mercado San Borja, el cual está clausurado desde el 2020. Más adelante, se encuentran la Biblioteca Nacional del Perú, el Gran Teatro Nacional y la estación La Cultura del Metro de Lima, que está en el cruce con la avenida Javier Prado Este, y cerca al Museo de la Nación y el Ministerio de Cultura.
A partir de la intersección con la avenida Javier Prado Este, la vía se adentra en una zona mucho más comercial. En este tramo, se ubica en sus cercanías el Centro Comercial La Rambla, así como restaurantes como Norky's, La Caravana, Rústica, Tinajas y Little Caesars Pizza, algunos chifas y pizzerias, además de diversos establecimientos financieros. La vía mantiene su carácter comercial hasta el cruce con la avenida San Borja Norte.
Al llegar a su cruce con la avenida San Borja Sur, se encuentra la estación de metro homónima. Todavía hay algunos restaurantes y un KFC. Posteriormente, la vía continúa su trazo comercial, cruzando el complejo residencial Torres de Limatambo, el centro comercial Real Plaza Primavera y el Coliseo Eduardo Dibós. Al llegar a su intersección con la avenida Angamos Este, se encuentra la estación de metro homónima, y a la vez se marca el límite entre los distritos de San Borja y Surquillo.

### Distrito de Surquillo
Cruzada la intersección con la avenida Angamos Este, se inicia el distrito de Surquillo. En esta intersección, se encuentra el Instituto Nacional de Enfermedades Neoplásicas. La avenida continúa a través de una zona comercial, pasando por los alrededores de la urbanización La Calera de La Merced. Siguiendo el tramo de la vía, se ubican establecimientos comerciales, entre los que destacan talleres de mecánica que acaban hasta llegar al cruce con la avenida Manuel Villarán.

### Distrito de Santiago de Surco
Pasada la intersección con la avenida Intihuatana, la vía se adentra en el distrito de Santiago de Surco. Antes de llegar al óvalo Higuereta, también llamado Los Cabitos, se ubican algunas concesionarias de autos, además de las galerías comerciales Polvos de Higuereta y Polvos Rosados. Llegando al óvalo Higuereta, se encuentra la estación Cabitos, un supermercado Plaza Vea, un restaurante Don Belisario y un gimnasio Smart Fit. Finalmente, la vía termina en este óvalo, cruce con las avenidas Tomás Marsano y Alfredo Benavides. Su trazo es continuado por la avenida Paseo La Castellana, la cual lleva directamente al colegio Hiram Bingham School. Asimismo, el viaducto elevado de la línea 1 del Metro de Lima y Callao se desvía hacia la avenida Tomás Marsano, con dirección al sureste.

## Galería

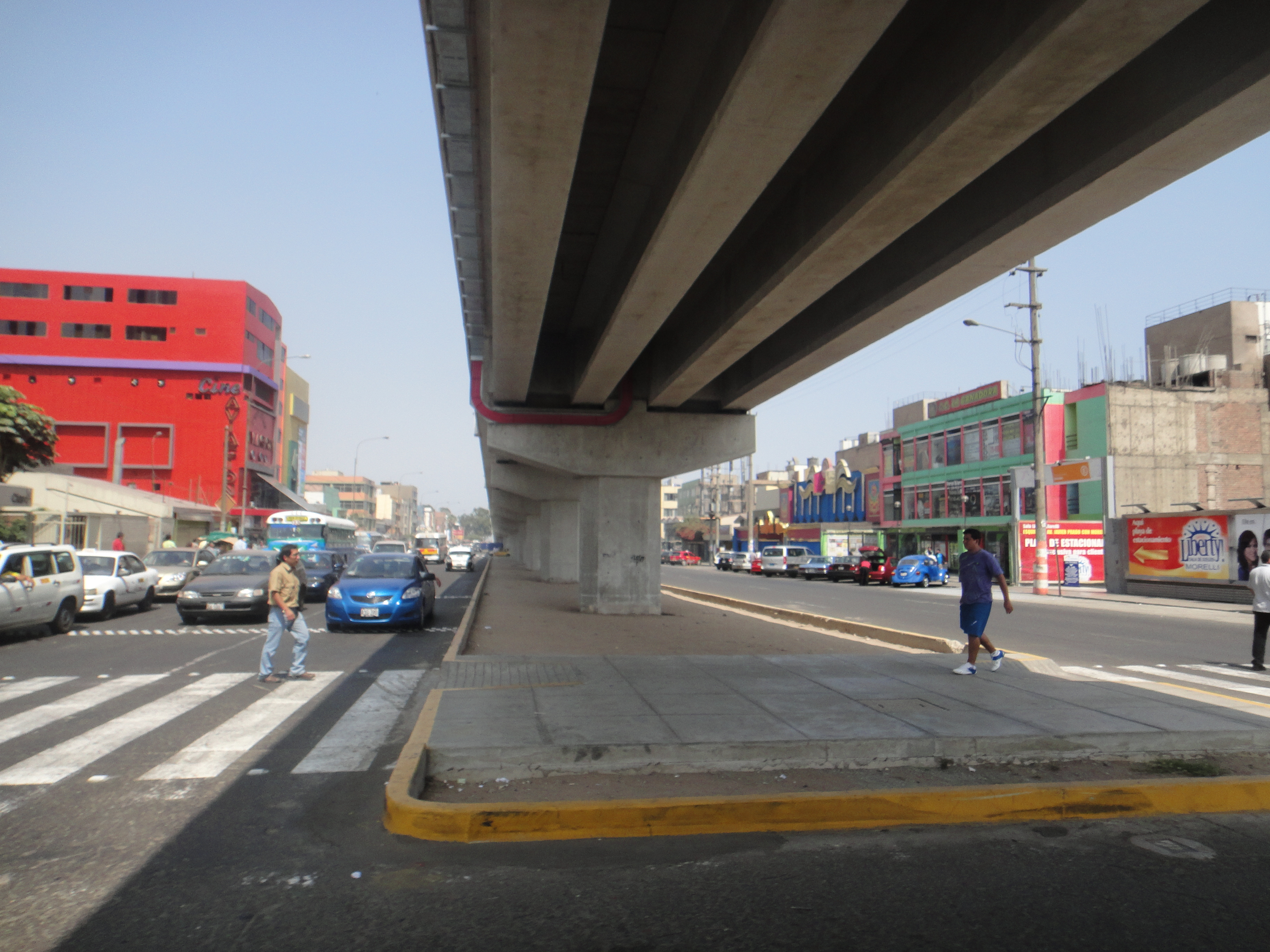
Viaducto elevado de la línea 1 del Metro de Lima y Callao.
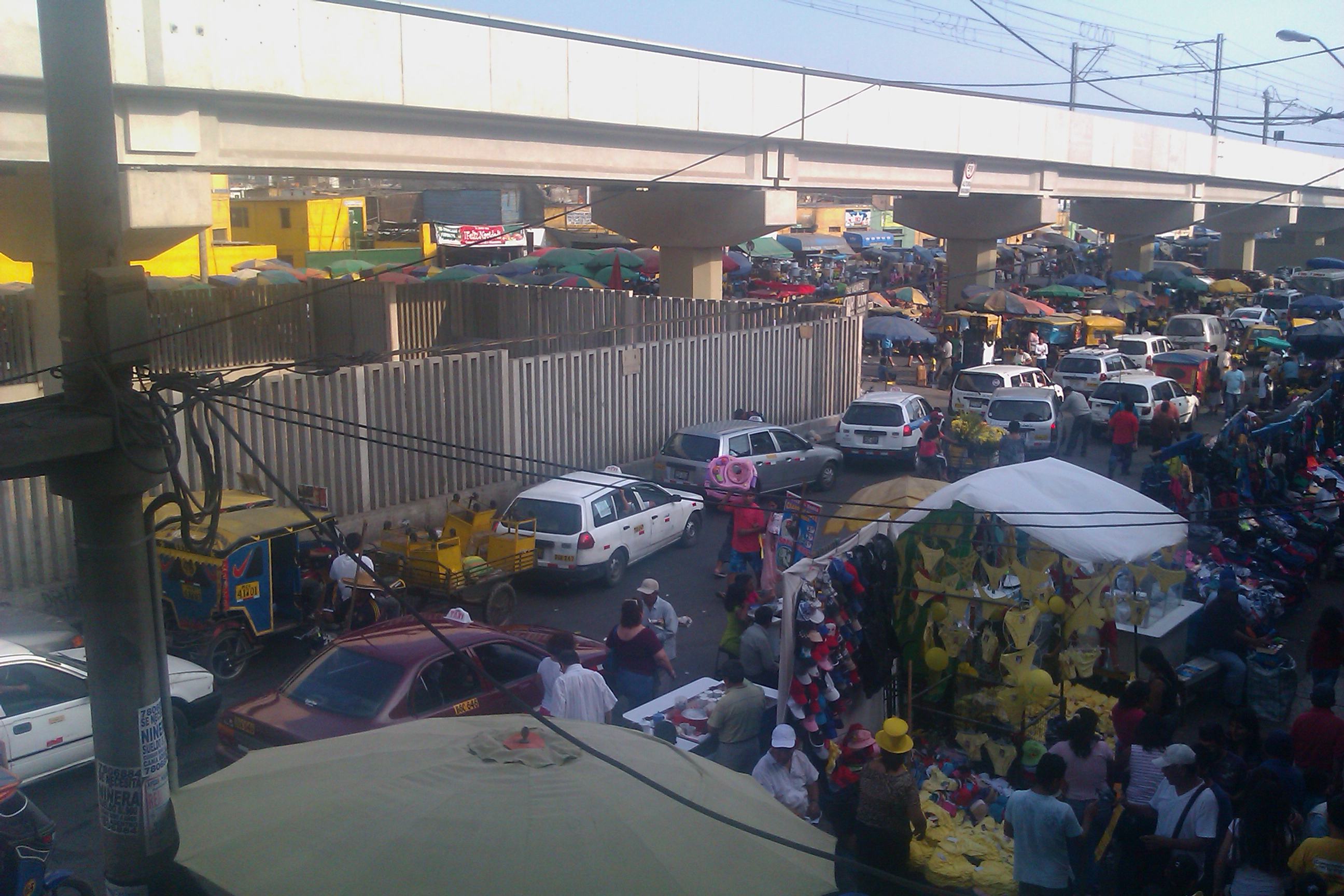
Comercio ambulatorio en el tramo del distrito de La Victoria.
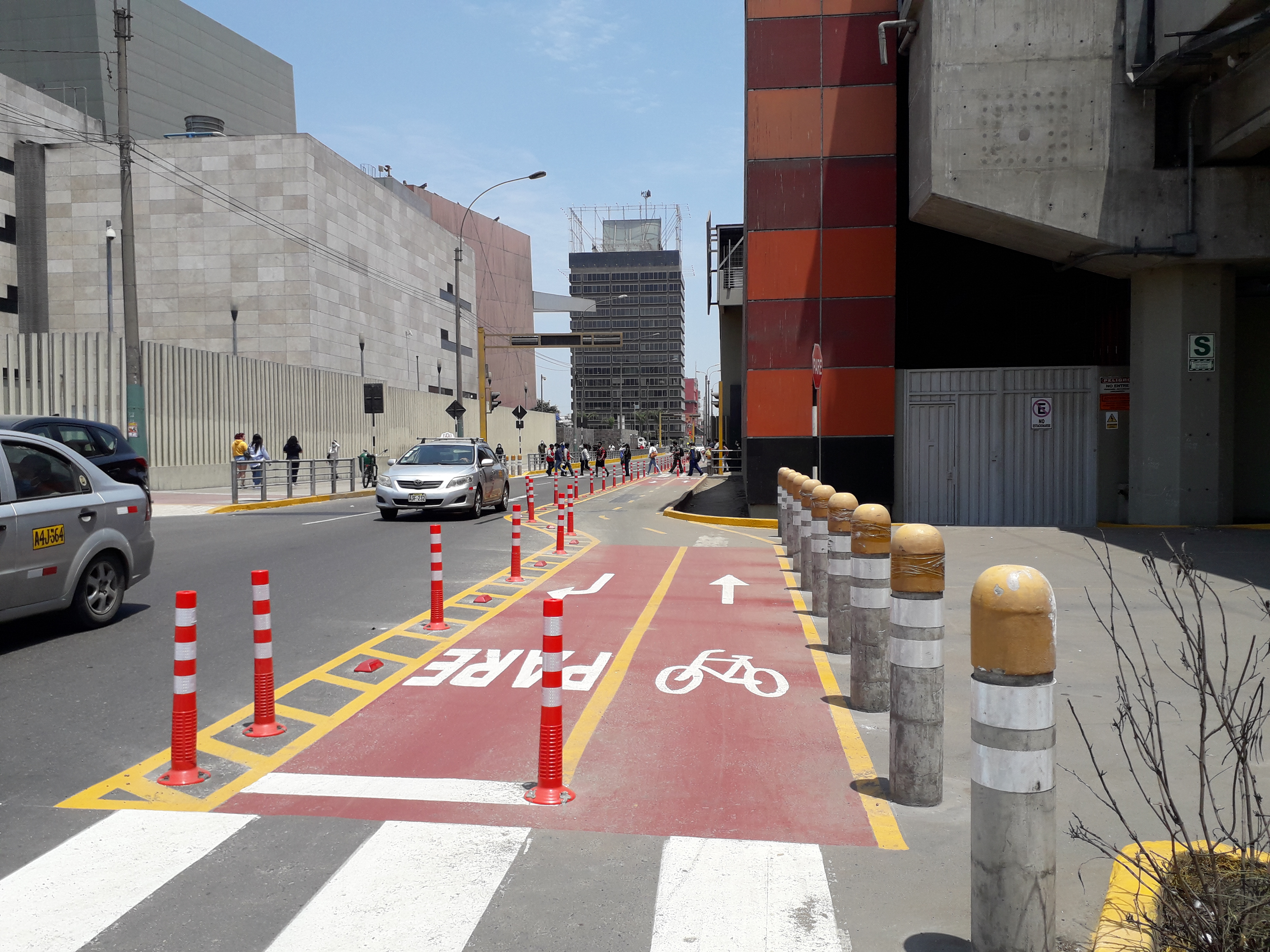
Ciclovía en el tramo del distrito de San Borja.